# Astracantha kuhitangi
Astracantha kuhitangi är en ärtväxtart som först beskrevs av Sergej Arsenjevitj Nevskij, och fick sitt nu gällande namn av Dieter Podlech. Astracantha kuhitangi ingår i släktet Astracantha och familjen ärtväxter. Inga underarter finns listade i Catalogue of Life.